# Comité Olímpico de Santa Lucía
El Comité Olímpico de Santa Lucía (código COI: LCA) es el Comité Olímpico Nacional (CON) que representa a Santa Lucía. También es el organismo responsable de la representación de Santa Lucía en los Juegos de la Mancomunidad. 

## Historia
El Comité Olímpico Nacional de Santa Lucía (SLUNOC), se creó en 1987 y fue reconocido oficialmente por primera vez en 1993.

## Momentos relevantes
Julien Alfred obtuvo la primera medalla para Santa Lucía en los Juegos Olímpicos de París 2024. Esta medalla, de oro, fue ganada en la prueba de los 100 metros femeninos, marcando un hito en la historia olímpica de su país.